# Salvatierra de Bearne
Salvatierra de Bearne (en francés: Sauveterre-de-Béarn) es una comuna francesa, situada en la región de Nueva Aquitania, departamento de Pirineos Atlánticos, distrito de Santa María de Olorón y cantón de Orthez y Tierras de Ríos y Sal.
Se asienta sobre el primero de los tres grandes caminos del vizcondado de Bearne, que fue muy utilizado por los numerosos peregrinos que optaban por la ruta de Vézelay.
Durante la Edad Media, contó con la consideración de “lugar seguro” acogiendo, protegiendo y fijando poblaciones. En el siglo XIII, esta ciudad de frontera se dotó de murallas y de un puente fortificado denominado «puente de la Leyenda». 
La actividad de la ciudad la convierte en uno de los cuatro “Burgos de Bearne”. Ese título le confirió fueros, que siguen hoy día contribuyendo prosperidad.
Gastón Phebus “príncipe soberano de Béarn” disponía de un castillo que ocupaba a menudo y de hecho en 1391 murió no muy lejos del mismo en el transcurso de una partida de caza.
En 1523, durante uno de los episodios de la tumultuosa historia del Bearne, la gran torre Montreal resistió, durante varios días, el asedio de los castellanos. Desde lo alto de dicha fortificación se puede disfrutar de una vista excepcional además de numerosos vestigios históricos tales como el castillo del vizconde, las murallas de los siglos XII y XIII, del puente de la leyenda que se prolongaba mediante pasarelas de madera a ambos lados de la isla de Glère y un castillo del siglo XVI que acoge al consistorio municipal.

## Demografía
| 1166 | 1105 | 1284 | 1368 | 1632 | 1518 | 1629 | 1696 | 1627 | 1606 | 1544 | 1505 | 1388 | 1518 | 1522 | 1602 | 1553 | 1556 | 1586 | 1564 | 1534 | 1289 | 1295 | 1380 | 1221 | 1238 | 1218 | 1264 | 1354 | 1572 | 1515 | 1366 | 1304 | 1352 |
| Para los censos de 1962 a 1999 la población legal corresponde a la población sin duplicidades (Fuente: INSEE [Consultar]) |      |      |      |      |      |      |      |      |      |      |      |      |      |      |      |      |      |      |      |      |      |      |      |      |      |      |      |      |      |      |      |      |      |

## Hermanamientos
- Gurrea de Gállego, España.[7]